# Vassar (Michigan)
Vassar – miasto w Stanach Zjednoczonych, w stanie Michigan, w hrabstwie Tuscola.